# Универзитет Северни Бахр ел Газал
Универзитет Северни Бахр ел Газал (енгл. University of Bahr El Ghazal) је високошколска установа са седиштем у АВејлуу, главном граду вилајета Северни Бахр ел Газал у Јужном Судану. Један је од пет универзитета Јужног Судана. Ректор је Џон Апуруот Акек, а основан је 2011. године.

## Факултети
Универзитет Северни Бахр ел Газал састоји се од следећих факултета:
- Медицински факултет
- Рударски факултет
- Архитектонски факултет
- Факултет за друштвени разовј